# Turiel
Turiel (ou Tûrêl; aramaico: טוריאל; grego: Τουριήλ) é um vigilante caído no antigo texto apócrifo conhecido como o Livro de Enoque. Em traduções posteriores, ele é um dos 20 líderes de 200 anjos caídos, mencionados dezoito. O nome é acreditado para ter se originado de tuwr, "rocha" e El, "Deus", significando "rocha de Deus", enquanto a tradução tomada da obra de M. A. Knibb sobre o Livro Etíope de Enoque e tanto "Montanha de Deus" ou "Rocha de Deus".

## Grimório de Turiel
Existe um grimório chamado O Grimório Secreto de Turiel, no qual o mago recebe instruções sobre como entrar em contato com Turiel. Ele afirma ter sido escrito por volta de 1518, e que pode ter sido copiado de algo mais antigo. De acordo com a editora original, a obra foi encontrada por Marius Malchus em 1927 depois de comprar uma tradução em inglês de um original latino agora perdido de um padre exonerado, que ele copiou antes de descartar. Nenhuma referência à obra tem aparecido em qualquer lugar antes de 1960, quando a obra foi originalmente publicada, e a história do padre destituído e do manuscrito perdido é ficção destinada a encobrir por que o autor não conseguiu produzir cópias anteriores ao século XX. A obra plagia e refaz o material da obra de 1898 de A. E. Waite, The Book of Black Magic and of Pacts (particularmente sua tradução de Arbatel de magia veterum) e a introdução de Samuel Liddell MacGregor Mathers à edição de 1888 de The Key of Solomon the King. Em última análise, está relacionado a (se não baseado em) um manuscrito de meados do século XIX de Frederick Hockley intitulado The Complete Book of Magic Science, do qual várias cópias existiam em diferentes bibliotecas.